# Красносельський район (Костромська область)
Красносельський район (рос. Красносельский район) — адміністративно-територіальна одиниця (район) та муніципальне утворення (муніципальний район) на південному заході Костромської області Росії.
Адміністративний центр — смт Красне-на-Волзі.

## Історія
Район утворений в 1929 році у складі Костромського округу Івановської Промислової області. 31 березня 1936 року увійшов до складу Ярославської області. З 13 серпня 1944 року – у складі Костромської області.
1 лютого 1963 року район було скасовано, 30 грудня 1966 року відновлено.

## Населення
| 2002    | 2008    | 2009    | 2010    | 2011    | 2012    | 2013    |
| ------- | ------- | ------- | ------- | ------- | ------- | ------- |
| 19 580  | ↘19 412 | ↘18 504 | ↘17 845 | ↘17 842 | ↗18 088 | ↗18 272 |
| 2014    | 2015    | 2016    | 2017    | 2018    | 2019    | 2020    |
| ↘18 212 | ↗18 216 | ↘18 089 | ↗18 245 | ↘18 157 | ↗18 297 | ↗18 347 |